# Delpydora macrophylla
Delpydora macrophylla är en tvåhjärtbladig växtart som beskrevs av Jean Baptiste Louis Pierre. Delpydora macrophylla ingår i släktet Delpydora, och familjen Sapotaceae. IUCN kategoriserar arten globalt som sårbar. Inga underarter finns listade i Catalogue of Life.